# Эседабад (Хамадан)
Эседаба́д (перс. اسدآباد‎) — город на западе Ирана, в провинции Хамадан. Административный центр шахрестана Эседабад. Четвёртый по численности населения город провинции.

## География
Город находится в западной части Хамадана, в горной местности, на высоте 1 583 метров над уровнем моря.
Эседабад расположен на расстоянии приблизительно 30 километров к западу от Хамадана, административного центра провинции и на расстоянии 300 километров к юго-западу от Тегерана, столицы страны.

## История
Один из древнейших городов Ирана, «ровесник» Хамадана. Впервые, под именем Гекматаане (Hegmataaneh), упоминается в документах, относящихся ко времени существования Мидийского царства. Некоторые исследователи отождествляют Эседабад с античным городом Адрапаной, упомянутым древнегреческим географом Исидором Харакским в «Парфянских стоянках». Земли в окрестностях города содержат в себе артефакты, которые относятся к периодам господства здесь мидийцев, Ахеменидов и Сасанидов. В исламскую эпоху Эседабад являлся караван-сараем на пути между Хамаданом и Багдадом. В 810/811 году, в окрестностях города произошла битва между армиями сыновей Харуна ар-Рашида Аль-Амина и Аль-Мамуна, закончившаяся победой последнего.

## Население
На 2006 год население составляло 51 304 человека; в национальном составе преобладают персы, также проживают курды, азербайджанцы, луры и лаки, в конфессиональном составе большинство составляют мусульмане-шииты.
| 1986   | 1991   | 1996   | 2006   | 2012   |
| ------ | ------ | ------ | ------ | ------ |
| 34 516 | 43 582 | 48 386 | 51 304 | 53 163 |

## Уроженцы
- Мухаммад ибн Сафдар Хусейни — мусульманский реформатор, идеолог панисламизма.